# Eduard Hoffmann-Krayer
Eduard Hoffmann-Krayer, född den 5 december 1864 i Basel, död där den 28 november 1936, var en schweizisk etnolog. 
Hoffmann-Krayer, som var professor i germanistik vid Basels universitet, utgav från 1897 tidskriften "Schweizerisches Archiv für Volkskunde", i vilken han offentliggjorde flera av sina uppsatser, exempelvis Die Fastnachtsgebräuche in der Schweiz (1897), Neujahrsfeier im alten Basel und Verwandtes (1903), Knabenschaften und Volksjustiz in der Schweiz (1904) och Fruchtbarkeitsriten im schweizerischen Volksbrauch (1907). Han utgav dessutom 
Die Volkskunde als Wissenschaft (1902). 